# Thích Thanh Quyết
Thích Thanh Quyết là một tu sĩ Phật giáo, chính khách người Việt Nam. Ông hiện là Đại biểu Quốc hội Việt Nam khóa 14 nhiệm kì 2016-2021 thuộc đoàn đại biểu Quốc hội tỉnh Quảng Ninh, Ủy viên Ủy ban Đối ngoại của Quốc hội. Ông từng là Đại biểu Quốc hội Việt Nam khóa 13 nhiệm kì 2011-2016, thuộc đoàn đại biểu Quảng Ninh, Phó chủ tịch Giáo hội Phật giáo Việt Nam, Viện trưởng Học Viện Phật Giáo Hà Nội, trưởng ban trị sự Phật Giáo của 4 tỉnh, Quảng Ninh, Hà Nam, Sơn La và Bắc Kạn. Là trụ trì Khu di tích Yên Tử, chùa Non Nước, chùa Phúc Khánh. Tại Hội nghị lần 5 Ban Thường trực Hội đồng Trị sự TW tháng 1/2021 sư được tấn phong giáo phẩm Hòa thượng.

## Tiểu sử
Thích Thanh Quyết có tên khai sinh là Lương Công Quyết, sinh ngày 15 tháng 6 năm 1962 tại xã Thanh Thủy, huyện Thanh Liêm, tỉnh Hà Nam.
Từ tháng 9 năm 1975 đến tháng 7 năm 1980, sư sơ tâm xuất gia tu học tại chùa Long Đọi Sơn huyện Duy Tiên Tỉnh Hà Nam.
Từ tháng 8 năm 1980 đến tháng 9 năm 1986, sư tu học tại chùa Hương Tích xã Hương Sơn huyện Mỹ Đức tỉnh Hà Sơn Bình.
Năm 1983 sư được thụ đại giới Tỳ Kheo tại đại giới đàn chùa Đỏ thị xã Hà Đông tỉnh Hà Tây.
Tháng 2 năm 1985 làm trụ trị tổ đình Phúc Khánh, quận Đống Đa, thành phố Hà Nội.
Năm 2001, ông tốt nghiệp Tiến sĩ Phật học tại Trung Quốc.
Sư là đệ tử của cố Hòa thượng Thích Viên Thành (1950-2002), trụ trì Chùa Hương huyện Mỹ Đức - Hà Nội và trụ trì Chùa Thầy - Quốc Oai Hà Nội, sư được ban pháp danh Thích Minh Định. Pháp danh thường dùng là Thích Thanh Quyết.
Năm 2021 tại Hội nghị Kỳ 5 – Khóa VIII HĐTS GHPGVN Thượng tọa Thích Thanh Quyết được tấn phong lên hàng giáo phẩm Hòa thượng (Thời điểm tấn phong 38 Hạ).

## Công việc hiện tại
- Đại biểu Quốc hội Việt Nam khóa XIII, thuộc đoàn đại biểu Quảng Ninh
- Ủy viên Ủy ban Đối ngoại của Quốc hội.
- Phó chủ tịch Hội đồng Trị Sự Trung ương Giáo hội Phật giáo Việt Nam
- Quyền Trưởng ban Giáo dục Phật giáo (04/01/2017)
- Ủy viên Hội đồng Khoa học Trần Nhân Tông Academy.
- Phó Viện trưởng thường trực Học viện Phật giáo Việt Nam tại Hà Nội (2012 - 2017)
- Viện trưởng Học viện Phật giáo Việt Nam tại Hà Nội (tháng 12/2017 đến nay)
- Trưởng ban Trị sự Phật giáo tỉnh Quảng Ninh.
- Trưởng ban trị sự phật giáo tỉnh Hà Nam.
- Trưởng ban trị sự phật giáo tỉnh Bắc Kạn
- Trụ trì khu di tích Yên tử - Quảng Ninh
- Trụ trì Chùa Phúc Khánh - Ngã tư sở, Đống Đa, Hà Nội
- Trụ trì Chùa Non Nước - xã Phù Linh, huyện Sóc Sơn, Hà Nội
- Trưởng ban chỉ đạo nhiều dự án xây dựng lớn như dự án chùa Đồng (Yên Tử), tượng phật hoàng Trần Nhân Tông, chùa Non Nước...

## Quan điểm
Trong phiên họp quốc hội được truyền hình trực tiếp ngày 31/10/2014, Thích Thanh Quyết kiến nghị đảng và nhà nước Việt Nam phải xây dựng quân đội mạnh như quân đội Cộng hòa Dân chủ Nhân dân Triều Tiên.
"Bức cung nhục hình là nguyên nhân dẫn đến oan sai, và điều này cần chấm dứt vì nó để lại hậu quả nghiêm trọng, ảnh hưởng đến uy tín cơ quan tư pháp. Nguyên nhân, là do cán bộ điều tra còn chủ quan nóng vội, do cán bộ điều tra chưa thấm nhuần đức nhà Phật"
Thích Thanh Quyết còn chỉ trích tăng nhân tuân theo giới luật Tỳ kheo-Không ăn phi thời "đã là Phật là Thánh gì đâu mà cứ ăn một ngày một bữa, tối không dám ăn?"